# غذا خوردن در تاریکی

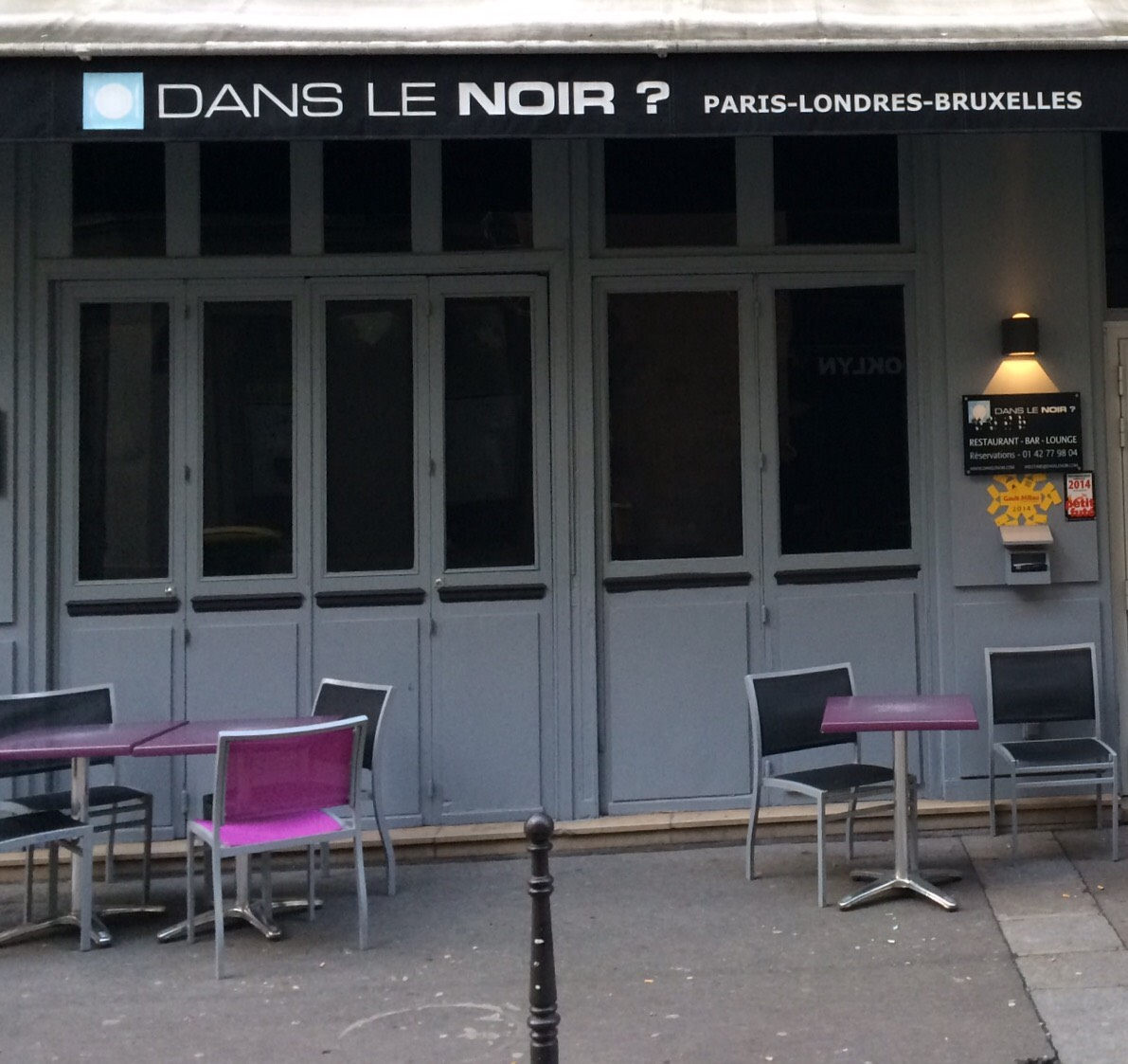
رستورانی تاریک در پاریس

غذا خوردن در تاریکی (انگلیسی: Dark dining) در یک رستوران تاریک برگزار می‌شود، جایی که مشتریان، غذایی را که می‌خورند نمی‌بینند.
مفهوم اساسی این عمل، آن است که حذف بینایی، حواس دیگر و درنتیجه لذت غذا خوردن را افزایش می‌دهد. از سال ۱۹۹۹ چنین رستوران‌هایی در بسیاری از نقاط جهان افتتاح شده‌است.

## ریشه و آغاز
اولین تجربهٔ رستوران تاریک در پاریس اتفاق افتاد که توسط میشل ریلهاک راه‌اندازی شد و "Le gout du noir" نام داشت.
این برنامه در سال ۱۹۹۷ آغاز شد و به دنبال آن یک رستوران موقت در منطقه "Montorgeuil" در پاریس در تابستان ۱۹۹۹ افتتاح شد.
«ادوارد دی بروگلی»، یک کارآفرین فرانسوی، با همکاری بنیاد نابینایان اولین رستوران زنجیره‌ای بین‌المللی غذا خوردن در تاریکی را ایجاد کرد.
اولین رستوران دائمی با نام «بلیندکو» و در زوریخ سوئیس بود که در سپتامبر ۱۹۹۹ توسط یک روحانی نابینا به نام «خورخه اسپیلمان» افتتاح شد. او مایل بود تجربهٔ نابینایی را به مشتریان بینا منتقل کند. اسپیلمن می‌گوید که این ایده پس از آن مطرح شد که مهمانانی که در خانهٔ خود با چشمان بسته غذا خورده بودند، از لذت بیشتر غذا از طریق حس چشایی و بویایی خبر دادند.